# Archichlora rectilineata
Archichlora rectilineata är en fjärilsart som beskrevs av Robert H. Carcasson 1971. Archichlora rectilineata ingår i släktet Archichlora och familjen mätare. Inga underarter finns listade i Catalogue of Life.